# Chrysina beraudi
Chrysina beraudi är en skalbaggsart som beskrevs av Robert Warner, David C. Hawks, Bruyea och Leblanc 1992. Chrysina beraudi ingår i släktet Chrysina och familjen Rutelidae. Inga underarter finns listade i Catalogue of Life.